# Eudes IV av Burgund
Eudes IV av Burgund, född 1295, död 1350, var regerande hertig av Burgund från 1315 till 1350. 